# Hydnophytum leytense
Hydnophytum leytense är en måreväxtart som beskrevs av Elmer Drew Merrill. Hydnophytum leytense ingår i släktet Hydnophytum och familjen måreväxter. Inga underarter finns listade i Catalogue of Life.